# Southern Poverty Law Center

Il logo della SPLC

Il Southern Poverty Law Center (SPLC) è un'organizzazione legale americana senza fini di lucro, impegnata nella tutela dei diritti delle persone, riconosciuta a livello internazionale per i suoi programmi di educazione alla tolleranza e le sue vittorie legali contro gruppi razzisti e per l'impegno nell'individuazione dei gruppi d'odio, ovvero di quei gruppi che propagandano idee di odio razziale o religioso.
Con sede a Montgomery (Alabama), fu fondata da Morris Dees e Joseph L. Levin Jr. nel 1971 come casa per i diritti civili. Più tardi, Julian Bond, figura di spicco nel movimento per i diritti civili, ne assunse la presidenza formando i connotati che tutt'oggi caratterizzano il SPLC.
Oltre ad offrire assistenza legale gratuita a persone vittime di discriminazione e crimini d'odio, il SPLC si occupa di relazionare un Intelligence Report a cadenza trimestrale nel quale si indagano crimini razziali e insorgenze estremiste negli Stati Uniti. 
L'SPLC ha fornito informazioni sui gruppi che incitano all'odio all'FBI e ad altre agenzie di polizia.
Dagli anni 2000, la classificazione e l'elencazione dei gruppi di odio da parte dell'SPLC (organizzazioni che "attaccano o denigrano un'intera classe di persone, tipicamente per le loro caratteristiche immutabili")  e degli estremisti anti-governativi sono state ampiamente utilizzate da fonti accademiche e mediatiche. Gli elenchi dell'SPLC sono stati ampiamente criticati da coloro che sostengono che alcuni degli elenchi dell'SPLC sarebbero eccessivamente ampi, politicamente motivati o ingiustificati.
L'organizzazione è stata anche accusata di un uso eccessivo dei fondi, portando alcuni dipendenti a chiamare la sua sede "Palazzo della povertà" (Poverty palace).

## Lista dei gruppi d'odio

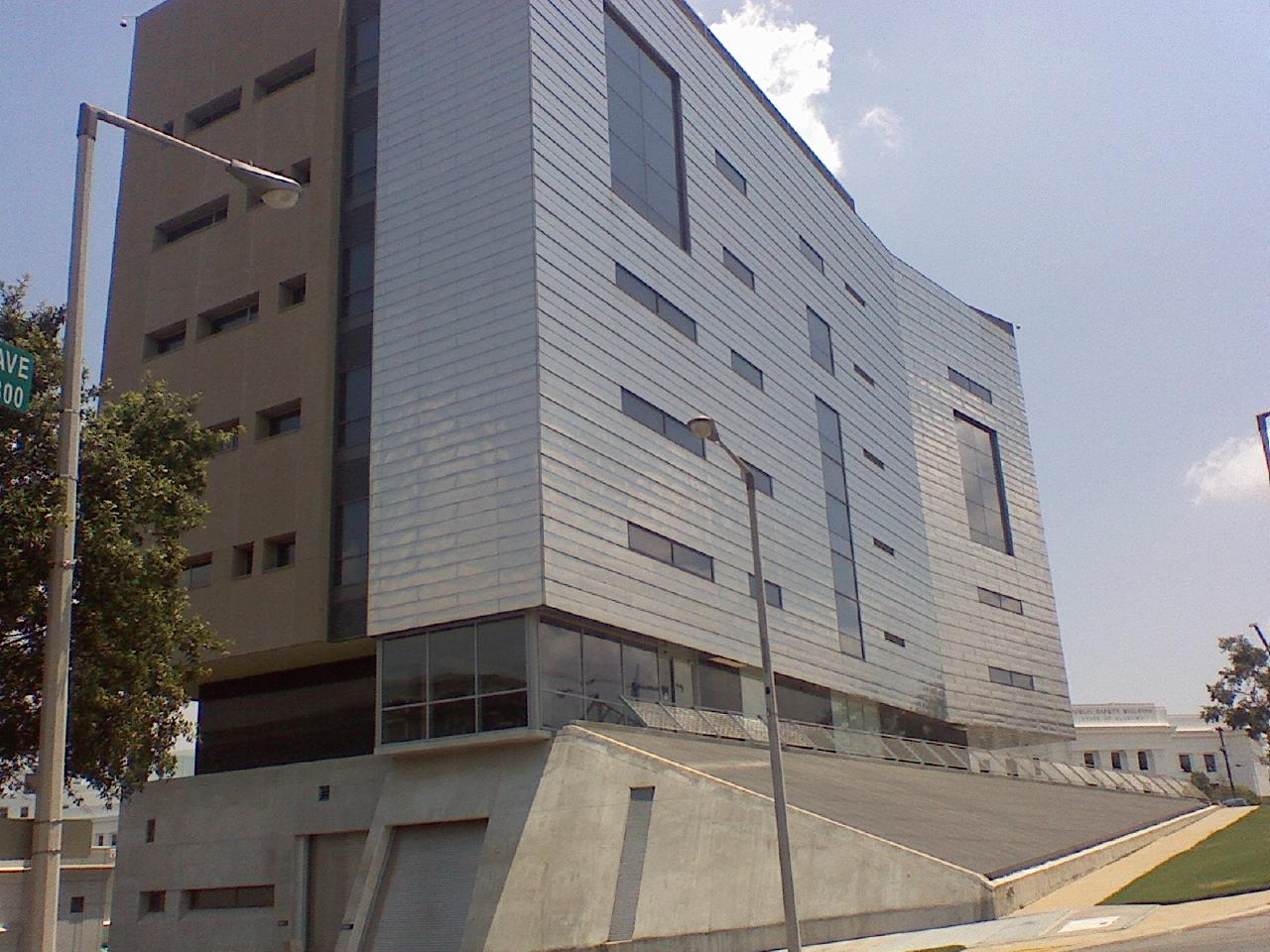
Sede generale del Southern Poverty Law Center a Montgomery, Alabama.

In accordo con il SPLC, nella segnalazione dei gruppi d'odio redatti dal rapporto annuale dalla organizzazione, si cita ciò che è un gruppo d'odio: «Un gruppo d'odio segue credenze o pratiche atte ad attaccare una specifica classe di persone, grosso modo per le caratteristiche che presentano. Le attività sono rappresentate e possono includere: atti criminosi, discorsi, manifestazioni, marce, pubblicità, riunioni o volantinaggio. L'elenco presente formulato da gruppi legali non si occupa di violenza o altri atti criminosi».
L'elenco dei gruppi d'odio, aggiornato annualmente, consiste di una lista di milizie o movimenti discriminatori suddivisi in base alla loro ideologia. Nel 2007 erano stati segnalati 888 gruppi d'odio, aumentati a 926 del 2008. I gruppi erano così suddivisi: 186 gruppi indipendenti Ku Klux Klan, 196 neonazisti, 111 nazionalisti bianchi, 98 skinhead88, 39 di identità cristiana, 93 neoconfederati, 113 separatisti neri, e altri 90 gruppi d'odio divisi tra: antigay, antiimmigrazione, negazionisti, musica razzista, gruppi cattolici tradizionalisti radicali e altre dottrine d'odio. Tra questi figuravano anche 172 siti web e domini promotori di odio e discriminazione, appartenenti o simpatizzanti di tali organizzazioni e 159 gruppi patriottico presenti in varie forme in ognuno degli Stati.
Comunque, per alcuni dei gruppi segnalati come fomentatori d'odio sono state mosse diverse repliche. Per esempio, il Council of Conservative Citizens (CofCC) replicò al SPLC, che lo classificò come organizzazione legata al nazionalismo bianco, spiegando quanto fosse inaccurato legare il movimento a quell'ideologia.

### Movimenti neoconfederati
Il SPLC è il principale promotore della ricerca e segnalazione di gruppi e movimenti neoconfederati.
Nel 2003 fu pubblicato l'articolo "Lincoln Reconstructed" incluso nell'Intelligence Report, focalizzato sulla demonizzazione risorgente della figura di Abramo Lincoln nel sud degli Stati Uniti e contenente anche diverse citazioni in merito, tra le quali quelle di Alister Anderson, cappellano e nazionalista del gruppo Sons of Confederate Veterans, secondo il quale «[l'America] è l'ultima vera civiltà cristiana sulla Terra» e descrive come «ipocriti e bigotti» i politici che respingono e non mostrano interesse «nella giusta causa per la quale combatterono i nostri antenati».
In Whitewashing the Confederacy, altro articolo del SPLC, George Ewert offre una critica al film Gods and Generals del 2003 di Ronald F. Maxwell, spiegando come esso sia un'opera proconfederati che mostra una falsa ricostruzione storica.
Un gruppo al centro di critiche e accuse da parte del SPLC è il Southern Legal Resource Center (SLRC), identificato come un gruppo proconfederati e criticato sia per i metodi ingannevoli con cui ottiene donazioni che per l'aperto sostegno del fondatore, Kirk D. Lyons, a figure controverse come Tom Metzger e altri membri della Aryan Nations.